# NGC 7394
NGC 7394 — группа звёзд в созвездии Ящерица.
Этот объект входит в число перечисленных в оригинальной редакции «Нового общего каталога».